# Merit Zloch
Merit Zloch (* 1975 in Stralsund) ist eine deutsche Musikerin.
Sie lebt in Berlin, ihr Instrument ist die Hakenharfe. Sie ist Magister für Ur- und Frühgeschichte und Kunstgeschichte. Sie spielt in den Ensembles Bilwesz und Vinkoop und war Mitglied der Band Malbrook. Schwerpunktmäßig beschäftigt sie sich mit Eigenkompositionen und traditioneller Tanzmusik aus dem deutschsprachigen Raum. Sie ist Gewinnerin des zweiten Preises beim Rencontres internationales de Luthiers et Maîtres Sonneurs de Saint-Chartier 2003 im Duo mit Simon Wascher. Mit Malbrook gewann sie 2005 den Deutschen Weltmusikpreis Ruth in der Kategorie Newcomer.

## Diskografie
- Malbrook (2003, Westpark music) – als Gastmusikerin in einem Solo-Projekt des Sängers und Mandolaspielers Wolfgang Meyering.
- Vinkoop (2003) – Musik aus dem südlichen Ostseeraum gemeinsam mit Ralf Gehler und Hans Hegner.
- Hardigatti (2004, Extraplatte) – traditionelle Tanzmusik aus dem deutschsprachigen Raum modern arrangiert mit der Band Bilwesz.
- spring (2006, Emmuty Records) – Musik aus dem deutschsprachigen Raum modern arrangiert mit der Band Bilwesz.
- Urban Legends (2007, Emmuty Records) – Solo mit Gästen bei einigen Tracks, mehrheitlich Eigenkompositionen.
- Qwade Wulf  (2008, Westpark music) – mit der Band Malbrook.
- Pugnate  (2009, Emmuty Records) – mit dem Ensemble Musica Romana.

## Publikationen
- Merit Zloch: Rohrblattinstrumente mit rechteckigem bis flachrundem Querschnitt. In: Ellen Hickmann, Ricardo Eichmann (Hrsg.): Musikarchäologische Quellengruppen. Bodenurkunden, mündliche Uberlieferung, Aufzeichnung. Vorträge des 3. Symposiums der Internationalen Studiengruppe Musikarchäologie im Kloster Michaelstein, 9.–16. Juni 2002, und andere Beiträge. Leidorf, Rahden 2004, ISBN 3-89646-645-3 (Studien zur Musikarchäologie, 4), Seite 49–58.
- Merit Zloch: Reste vergangener Klangwelten – Archäologische Funde von Musikinstrumenten. In: Archäologie unter dem Straßenpflaster. Beiträge zur Ur- und Frühgeschichte Mecklenburg-Vorpommerns. Nr. 39, Schwerin 2005, Seite 355–360.
- Heiko Schäfer, Anja-Merit Zloch: Ein gotisches Truhenteil aus der Kröpeliner Straße 20 in Rostock. In: Archäologische Berichte aus Mecklenburg-Vorpommern. Nr. 4, Waren 1997, Seite 224–229.